# Грендаль, Владимир Давыдович
Влади́мир Давы́дович Гренда́ль (22 марта (3 апреля) 1884, Свеаборг, Великое княжество Финляндское, Российская империя — 16 ноября 1940, Москва, РСФСР, СССР) — российский и советский военный деятель, учёный-артиллерист. Генерал-полковник артиллерии (1940). Профессор (1939).

## Дореволюционная биография
Из дворянской семьи шведского происхождения. Окончил Псковский кадетский корпус в 1902 году.
В Русской императорской армии служил с 1902 года. Окончил Михайловское артиллерийское училище в 1905 году, Михайловскую артиллерийскую академию в 1911 году. С апреля 1905 года служил младшим офицером 68-й артиллерийской бригады, 11.08.1905 года переведён на ту же должность в 33-ю артиллерийскую бригаду, а по окончании академии, в мае 1911 года — в 51-ю артиллерийскую бригаду. Участник Первой мировой войны. С октября 1914 года исполнял должность заведующего технической учебной частью 1-го крепостного артиллерийского полка. С ноября 1915 года — командир 1-го морского тяжёлого артиллерийского полка. Участвовал в обороне Риги в 1917 году. С ноября 1917 года служил старшим производителем артиллерийских опытов на Главном артиллерийском полигоне.

## Участие в Гражданской войне
С 1918 года служил в Рабоче-крестьянской Красной армии (РККА), вступил в неё добровольно. Участвовал в Гражданской войне: был начальником артиллерийской школы командного состава армий Южного фронта, в 1918—1919 — инспектор артиллерии Южного фронта, в январе-декабре 1920 — Юго-Западного фронта. По его инициативе во время боёв против белой армии генерала П. Н. Врангеля на Каховском плацдарме впервые в истории артиллерии была применена специальная система артиллерийской противотанковой обороны. При его участии был издан приказ по войскам Юго-Западного фронта от 9 сентября 1920, в котором отмечалось: «Первенствующая роль в борьбе с танками бесспорно принадлежит артиллерии, и при всяких других средствах участие артиллерии обязательно». Действия красной артиллерии против танков и бронемашин носили успешный характер.

## Один из руководителей артиллерии РККА
После окончания войны был начальником артиллерии Киевского (1920) и Петроградского (с июня 1920) военных округов. С июля 1923 года занимал пост начальника Артиллерийской академии РККА. Был сторонником улучшения теоретической подготовки слушателей, сближения академии и войск, полагал, что «техника и тактика неотделимы» и «немыслим строевой высококвалифицированный артиллерист без самого широкого технического образования». Считал, что академия должна давать всем слушателям широкое физико-математическое образование, значительное внимание уделял преподаванию иностранных языков. Был противником учреждения в академии строевого факультета, который, однако, был создан в 1924 решением президиума Высшего академического совета (одновременно с закрытием баллистического факультета).
С июня 1924 года — заместитель инспектора артиллерии и бронетанковых сил РККА, одновременно — председатель Химического комитета при Реввоенсовете СССР. С февраля 1925 — председатель Артиллерийского комитета Артиллерийского управления Управления снабжения РККА, в мае 1925 года временно исполняющий должность инспектора Инспекции артиллерии и бронетанковых РККА. С сентября 1926 — инспектор Инспекции артиллерии и бронетанковых РККА, с февраля 1931 — заместитель инспектора артиллерии РККА. С апреля 1932 — заместитель начальника Управления военных приборов РККА.
Знаменитый конструктор-артиллерист Василий Гаврилович Грабин высоко оценивал его деятельность в качестве одного из руководителей артиллерии РККА. По его словам,

Грендаль — человек, оказавший огромное влияние на развитие советской ствольной артиллерии, воспитавший целое поколение артиллеристов и конструкторов артиллерийских систем. Порой даже не подозревая о том, Грендаль всегда был верным и влиятельным союзником нашего КБ. Без его прямого или косвенного вмешательства судьба многих наших пушек сложилась бы, вероятно, совсем по-другому. Лично познакомиться с Владимиром Давыдовичем Грендалем мне пришлось в середине тридцатых годов, когда полевые пушки нашего КБ начали завоёвывать «права гражданства», но имя его я впервые услышал одновременно с первыми артиллерийскими терминами. Для меня, как и для многих молодых краскомов или слушателей академии, Грендаль был фигурой героической, окружённой легендами.

С марта 1935 года преподавал в Военной академии РККА имени М. В. Фрунзе: старший руководитель кафедры артиллерии Военной академии РККА имени М. В. Фрунзе, с декабря 1936 — преподаватель и старший руководитель кафедры артиллерии, с января 1937 — начальник кафедры вооружений и техники и одновременно руководитель кафедры тактики артиллерии.
С января 1938 года до кончины — заместитель начальника Главного артиллерийского управления (ГАУ) командарма 1-го ранга Г. И. Кулика и председатель Артиллерийского комитета, комкор. Являлся председателем правительственных комиссий по приему и испытаниям новых орудий. В. Г. Грабин вспоминал:

Испытания, программа которых составлялась при участии Грендаля, всегда были весьма тщательны и преследовали одну цель: выявить объективную ценность орудия. И если пушка выдерживала этот строгий экзамен, то её рекомендовали на вооружение, независимо от того, нравилась она кому-нибудь или не нравилась.

## Военный учёный
Видный военный теоретик. По словам маршала артиллерии Николая Дмитриевича Яковлева, «В. Д. Грендаля я с полным основанием считал своим учителем, ибо по его книгам по артиллерии и другим печатным трудам в своё время проходило моё командирское становление». В разработанном под руководством Грендаля труде «Артиллерия в основных видах боя» (1940) нашли отражение наиболее прогрессивные взгляды на роль и значение артиллерии в будущей войне и высказаны практические рекомендации по её боевому применению, что имело большое значение в ходе Великой Отечественной войны. Активно участвовал в разработке боевых уставов артиллерии. Автор целой серии военно-теоретических трудов по боевому применению артиллерии. Активно печатался в журналах «Красная артиллерия», «Военный вестник», «Военная мысль», «Техника артиллерии и вооружение», «Война и революция», в газете «Красная Звезда».

## Участие в советско-финляндской войне
Участник советско-финляндской войны 1939—1940. Прибыл на фронт в качестве представителя ГАУ. Однако 4 декабря 1939 Грендаль, никогда не командовавший пехотными войсками, был неожиданно назначен командующим оперативной группой из трёх стрелковых дивизий (49-й, 142-й и 150-й), наступавших на Кексгольмском направлении и входивших в состав 7-й армии. Эта группа (называвшаяся «группой Грендаля») первой из войск 7-й армии 5 декабря вышла к левому флангу «линии Маннергейма», а 6 декабря с ходу форсировала ещё не замёрзшую реку Тайпален-йоки и создала плацдарм на её северном берегу. По воспоминаниям будущего Главного маршала артиллерии Н. Н. Воронова,

в процессе этого очень трудного и сложного боя (атака с ходу УР, с форсированием крупной реки) В. Д. Грендаль, опираясь на наскоро импровизированный штаб, проявил себя отличным организатором боя и волевым, твердым командиром. Одновременно он показал и в этом бою присущую ему исключительную храбрость, появляясь в кризисные моменты боя на самых опасных местах, отдавая необходимые приказания и воодушевляя личным примером командиров и бойцов.

Прорвать «линию Маннергейма» не удалось, но энергичные действия Грендаля (хотя и при больших потерях личного состава) не остались незамеченными высшим руководством страны — особенно на фоне неудач многих других командиров РККА в начальный период войны. В результате, когда оперативная группа Грендаля была развёрнута в новую 13-ю армию, он 26 декабря 1939 был назначен командующим этой армией, в состав которой входили 9 стрелковых дивизий, 6 артполков РГК, 3 корпусных артполка, 2 отдельных артдивизиона, 1 танковая бригада, 2 отдельных батальона тяжёлых танков, 1 кавалерийский полк, 5 авиаполков. 16 января 1940 Грендалю было присвоено воинское звание «командарм 2-го ранга».
13 февраля 1940, после перегруппировки, 13-я армия возобновила наступление, которое развивалось в крайне сложных условиях, с большими потерями и при упорном сопротивлении финляндских войск. 21 февраля удалось прорвать первую, а 29 февраля — вторую (из трёх) линию обороны финских войск. Однако Ставка не была удовлетворена темпами наступления армии Грендаля и тем, что на её участке фронта полностью прорвать «линию Маннергейма» так и не удалось (впрочем, намеченные сроки срывали и корпуса, входившие в состав 7-й армии). 2 марта Грендаль был снят с должности командующего 13-й армией и назначен командующем артиллерией Северо-Западного фронта, на котором и оставался вплоть до окончания боевых действий (впрочем, и при новом командующем армия за оставшиеся две недели не смогла прорвать «линию Маннергейма»). Общие потери 13-й армии за период с 26 декабря 1939 по 13 марта 1940 составили 61,2 % от списочного состава, при этом по фронту в целом погибли и пропали без вести 20 704 бойца и командира (14,2 % от списочного состава).
Сам Грендаль на совещании, посвящённом итогам войны, утверждал:

Трёхмесячная борьба на Тайпаленском секторе … хотя и не привела к концу войны к полному прорыву этого участка линии Маннергейма (для этого не было достаточно средств), но вследствие высокой активности наших войск постоянно держала противника здесь в большом напряжении, приковывала его значительные силы, отвлекала внимание от действительного направления нашего главного удара.

## Последние месяцы жизни

Могила В. Д. Грендаля на Новодевичьем кладбище Москвы

В середине июня 1940 был направлен в Одесский военный округ для того, чтобы координировать подготовку артиллерии округа к операции по занятию Бессарабии. После введения в РККА генеральских званий в 1940 году — генерал-полковник артиллерии (один из двух — вместе с Н. Н. Вороновым — военачальников, которым было присвоено это звание).
Умер 16 ноября в Москве от рака лёгких. Похоронен в Москве на Новодевичьем кладбище.

## Семья
- Отец Давид Иоганович (1856—1905), подполковник. Умер от ран, полученных в Мукденском сражении в русско-японскую войну.
- Брат — Дмитрий Давыдович Грендаль, генерал-лейтенант авиации, заместитель начальника штаба ВВС по разведке.
- Жена — Грендаль Мария Абрамовна (1900—1981); похоронена рядом с мужем.
  - Дочь — Людмила (1927—2013).
- Сын (от первого брака) — Борис Грендаль (1909—1972) воевал в советско-финскую войну 1939—1940 годов на мысе Виланиеми пулемётчиком в звании сержанта в составе 19-го отдельного батальона финской армии, в марте 1940 года был контужен и оглох на одно ухо. После 1941 года служил в лагере для гражданских военнопленных Миехиккяля до апреля 1942 года, когда он вновь был освобождён от военной службы[4]. После похоронен на кладбище Хельсинки вместе с матерью Ниной (урожд.Сумбатовой; 1888—1964). Вторым браком Нина Грендаль вышла замуж за Павла Лондена[5], бывшего офицера-артиллериста РИА, друга В.Грендаля.
- Дочь (от первого брака) — Ирина Грендаль, в замужестве Юнкер. Уехала в 1918 году вместе с братом и матерью в Финляндию.

## Чины и воинские звания
- подпоручик (09.04.1905, старшинство с 10.08.1903)
- поручик (11.09.1907, старшинство с 10.08.1907)
- штабс-капитан (22.05.1911, старшинство с 7.05.1911)
- капитан (13.10.1914)
- подполковник (8.09.1915, старшинство с 30.07.1915)
- полковник (1917)
- комдив (5.12.1935)[6]
- комкор (13.08.1939)[7]
- командарм 2-го ранга (16.01.1940)[8]
- генерал-полковник артиллерии (4.06.1940)[9]

## Награды
- Орден Св. Станислава 3-й степени (ВП 06.12.1914);
- Орден Св. Владимира 4-й степени с мечами и бантом (ВП 15.02.1916);
- Орден Ленина (21.03.1940);
- Орден Красного Знамени (1921)[10];
- Орден Красной Звезды (22.02.1938)[11];
- Юбилейная медаль «XX лет Рабоче-Крестьянской Красной Армии» (22.02.1938);
- Золотой портсигар от ВЦИК (7.08.1920);
- Золотые часы и надписью «Стойкому защитнику Пролетарской революции от Реввоенсовета СССР» (23.02.1928).

## Труды
Автор около 300 научных работ и публикаций по стрельбе и боевому применению артиллерии, в том числе:
- Уточнённая стрельба. — М., 1925.
- Огонь артиллерии. — М., 1926.
- Полевая служба артиллерийского командования и штабов. — М., 1927. (соавтор — П. Бржевский)
- Школа младшего командира полевой артиллерии. — [Б. м.], 1927.
- Артиллерия в обороне стрелковой дивизии. — М., 1937.
- Артиллерия во встречном бою стрелковой дивизии. — М., 1938.
- Артиллерия в основных видах боя. — М., 1940.